# Franz von Stuck

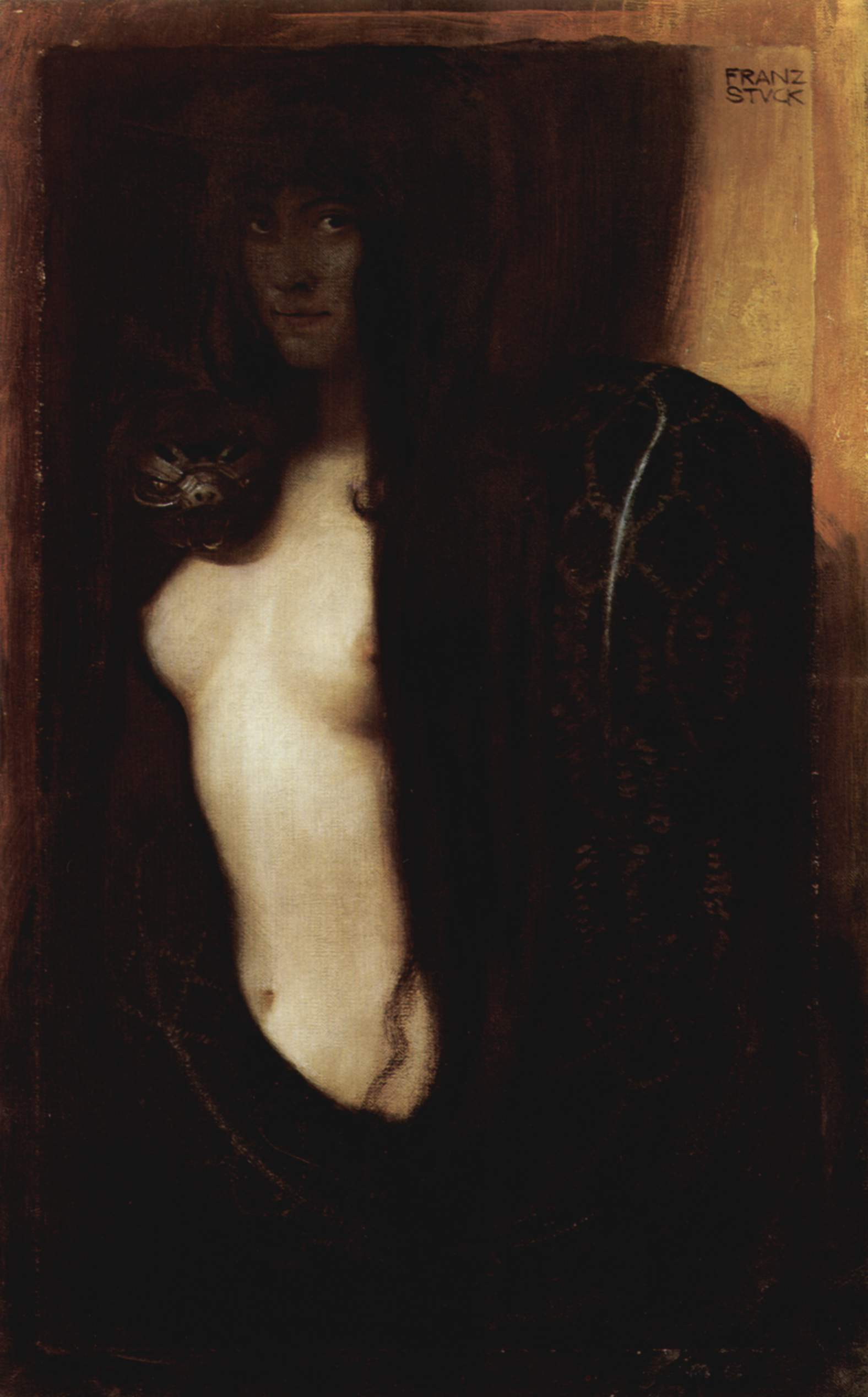
Grzech, 1893, Nowa Pinakoteka

Franz von Stuck (ur. 23 lutego 1863 w Tettenweis, zm. 30 sierpnia 1928 w Monachium) – niemiecki symbolista i ekspresjonista.

## Życiorys
Studiował na Akademii Monachijskiej. Zyskał uznanie najpierw jako ilustrator Fliegende Blätter i oddał się malarstwu dopiero po 1889 roku, kiedy to odniósł swój pierwszy duży sukces swym Strażnikiem Raju. W 1892 stał się jednym z założycieli Secesji Monachijskiej. Do najsłynniejszych dzieł Stucka należą Grzech (wystawiany obecnie w monachijskiej Nowej Pinakotece), Pocałunek Sfinksa, Raj utracony.
Został pochowany na Cmentarzu Leśnym w Monachium.